# Live Songs
Live Songs — концертный альбом канадского певца Леонарда Коэна, изданный в мае 1973 года. Состоит в основном из песен со второго альбома Коэна Songs from a Room, записанных на концертах в Европе в 1970 и 1972 году. Большинство песен содержат изменённый или дополнительный текст. Композиции с выпущенных к тому времени альбомов Songs of Leonard Cohen и Songs of Love and Hate на данной записи не представлены, зато присутствуют две новые песни: «Please Don’t Pass Me By (A Disgrace)» и «Minute Prologue», а также бонусная «Queen Victoria», записанная музыкантом в номере отеля в штате Теннесси.

## Список композиций
Первая сторона:
| #  | Название          | Продолжительность | Место и год записи |
| -- | ----------------- | ----------------- | ------------------ |
| 1. | Minute Prologue   | 1:12              | Лондон, 1972       |
| 2. | Passing Through   | 4:05              | Лондон, 1972       |
| 3. | You Know Who I Am | 5:22              | Брюссель, 1972     |
| 4. | Bird on the Wire  | 4:27              | Париж, 1972        |
| 5. | Nancy             | 3:48              | Лондон, 1972       |
| 6. | Improvisation     | 3:17              | Париж, 1972        |

Вторая сторона:
| #  | Название                             | Продолжительность | Место и год записи |
| -- | ------------------------------------ | ----------------- | ------------------ |
| 1. | Story of Isaac                       | 3:56              | Берлин, 1972       |
| 2. | Please Don’t Pass Me By (A Disgrace) | 13:00             | Лондон, 1970       |
| 3. | Tonight Will Be Fine                 | 6:06              | остров Уайт, 1970  |
| 4. | Queen Victoria                       | 3:28              | Теннесси, 1972     |